# 3648 Raffinetti
3648 Raffinetti è un asteroide della fascia principale. Scoperto nel 1957, presenta un'orbita caratterizzata da un semiasse maggiore pari a 2,4150721 UA e da un'eccentricità di 0,1062836, inclinata di 7,89584° rispetto all'eclittica.
L'asteroide è dedicato all'astronomo argentino Virgilio Raffinetti (1869-1946).